# Trák-tenger
A Trák-tenger (görögül: Θρακικό Πέλαγος, Thrakiko Pelagos; törökül: Trakya Denizi) az Égei-tenger részét képező tenger, ami a legészakibb pontját képezi. A tenger Makedóniával, Trákiával, valamint Törökország északnyugati részével érintkezik. A tenger teljes szakasza az északi szélesség 40. fokán helyezkedik el. Keleti hosszúság 23. fokától körülbelül a 25,8. fokig terjed, vagyis a Sztruma-öböltől a Gallipoli-félsziget legészakibb részéig terjed. Szélessége északról délre körülbelül 40,25. foktól a 41. fokig, vagyis a Dardanelláktól a Xanthi és a Rodope közti területig tart. Szigetei közé tartozik a görögországi Thászosz és Szamothraké, valamint a törökországi Gökçeada (görögül Imvros) és Bozcaada (görögül Tenedos). Az öblei közé tartozik a Ierissosi-öböl délnyugaton, a Sztruma-öböl, ahová torkollik a Sztruma folyó, a Kaválai-öböl és Törökországban a Saros-öböl. A öböl ezen részébe torkollik a Meszta és a Marica folyó. Híres termálforrása a Loutra Eleftheron Kaválában.

## Kikötők
- Amphipolisz
- Kavála
- Alexandrúpoli
- Thászosz
- Szamothraké
- Tenedos (Bozcaada) Törökországban

## Fordítás
Ez a szócikk részben vagy egészben  a   Thracian Sea című angol Wikipédia-szócikk ezen változatának fordításán alapul.  Az eredeti cikk szerkesztőit annak laptörténete sorolja fel. Ez a jelzés csupán a megfogalmazás eredetét és a szerzői jogokat jelzi, nem szolgál a cikkben szereplő információk forrásmegjelöléseként.